# William Beeche
William Beeche (fl. 1386) foi um membro do parlamento inglês.
Ele foi um membro (MP) do Parlamento da Inglaterra por Southwark em 1386.